# Katy Mixon

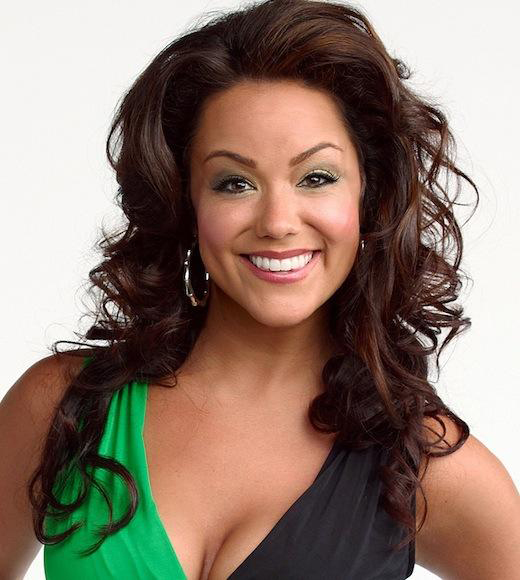
Katy Mixon in der Rolle der Victoria Flynn in der Fernsehshow Mike & Molly (2010)

Katy Elizabeth Mixon (* 30. März 1981 in Pensacola, Florida) ist eine US-amerikanische Schauspielerin.

## Leben
Sie studierte an der Carnegie Mellon University in Pittsburgh, bevor sie sich dem Ensemble des Utah Shakespearean Festival anschloss, mit dem sie 2000 den Regional Theatre Tony Award gewann. Im Jahr 2003 zog sie nach Los Angeles und hatte 2005 ihren ersten Auftritt vor der Kamera in dem Spielfilm The Quiet. 2008 war sie in den Filmen Mein Schatz, unsere Familie und ich, Finding Amanda und in einer Episode der Serie My Name Is Earl zu sehen. Nach ihrem Durchbruch mit ihrer Hauptrolle in der Fernsehserie Eastbound & Down stand sie neben Billy Bob Thornton und Winona Ryder für The Informers, neben Russell Crowe und Ben Affleck in der Kinoadaption der Miniserie State of Play – Stand der Dinge und mit Sandra Bullock für Verrückt nach Steve vor der Kamera. Von 2009 bis 2010 war sie auch in drei Folgen von Two and a Half Men in der Rolle der Betsy zu sehen. Von 2010 bis 2016 spielte sie die Rolle Victoria Flynn in der Serie Mike & Molly, im Anschluss daran übernahm sie die Hauptrolle in der Sitcom American Housewife.

## Filmografie (Auswahl)
- 2005: The Quiet – Kannst du ein Geheimnis für dich behalten? (The Quiet)
- 2006: Blind Dating
- 2008: Mein Schatz, unsere Familie und ich (Four Christmases)
- 2008: My Name Is Earl (Fernsehserie, Episode 4x05)
- 2009–2013: Eastbound & Down (Fernsehserie, 20 Episoden)
- 2009: State of Play – Stand der Dinge (State of Play)
- 2009–2010: Two and a Half Men (Fernsehserie, 3 Episoden)
- 2009: Verrückt nach Steve (All About Steve)
- 2010–2016: Mike & Molly (Fernsehserie, 127 Episoden)
- 2011: Drive Angry
- 2011: Wilfred (Fernsehserie, Episode 1x11)
- 2011: Take Shelter – Ein Sturm zieht auf (Take Shelter)
- 2015: Minions (Stimme)
- 2016: Hell or High Water
- 2016–2021: American Housewife (Fernsehserie)
- 2022: The Thing about Pam (Serie)
- 2024: Hot Frosty